# Ultima VIII
Ultima VIII: Pagan (1994) è l'ottava parte della serie di videogiochi di ruolo Ultima. Non fu ben accolto dal pubblico come Ultima VII portando molti, incluso Richard Garriott, a biasimare i suoi difetti dovuti a una produzione frettolosa pur di farlo uscire in tempo per soddisfare le richieste della Electronic Arts, proprietaria della Origin Systems.

## Il gioco
Dopo la sconfitta di Batlin su Serpent Isle, il Guardian confina l'Avatar in un mondo che lui aveva già conquistato: Pagan.
Il mondo di Pagan è immerso in un eterno crepuscolo. Ciò è il risultato di un'antica battaglia fra i Titani elementali e il "Destroyer", che si concluse con la vittoria dei Titani. Comunque, la gente di Pagan dovette pagare un caro prezzo: i Titani ebbero la pretesa di essere adorati come divinità. I Titani concedono dei poteri particolari ai loro più fedeli seguaci, ma sono anche dei padroni crudeli e spietati, ed i loro seguaci terrorizzano la popolazione di Pagan.
In questa parte della serie, Garriott delegò molto del lavoro ad altri, e il risultato non fu all'altezza delle aspettative dei fan. Garriott più tardi spiegò: "... Ho sacrificato tutto per soddisfare i rivenditori, e ciò è stato uno sbaglio. Probabilmente lo abbiamo distribuito tre mesi prima del dovuto."
Le lamentele più comuni sono:
- Il mondo è molto più piccolo delle parti precedenti.
- I ritratti dei personaggi non giocanti non sono più inclusi.
- È stato rimosso il ciclo del giorno e della notte (Il crepuscolo di Pagan è effettivamente eterno durante il gioco!)
- Il gioco torna indietro dal concetto di "party" a quello di "eroe solitario" dei primi due Ultima
- Gli scontri con i personaggi nemici sono puro hack and slash a colpi di clic di mouse. Sembra esserci una certa rassomiglianza con il più recente Diablo.
- Gioco non bilanciato correttamente. Fra gli altri problemi, una magia imparata presto durante il gioco può garantire la totale invulnerabilità, rendendo ridicoli i combattimenti.
- È stato introdotto uno stile di gioco di tipo quasi platform: il personaggio scala e salta gli oggetti per spostarsi da un luogo ad un altro.
- Assaltare un cittadino o rubare spesso si traduce in un'immediata esecuzione da parte del mago della città.
- Importanti "buchi" nella trama.
- Bug molto frequenti

Una patch fu pubblicata per correggere i bug del gioco e i buchi nella trama, ed eliminare i problemi relativi al salto (la release originale conteneva molte piattaforme mobili che dovevano essere saltate; la patch fermò il loro movimento), ma ormai il danno alla reputazione del gioco era già stato fatto. Comunque, questa versione modificata fu un immenso aiuto per tutti i giocatori.
Ultima VIII ha un tono molto più cupo e una premessa molto differente, in confronto a molti altri titoli della serie di Ultima. Il mondo di Pagan è interamente differente da quello di Sosaria: le Virtù non sono parte della cultura di Pagan, e i sistemi magici ed i mostri sono completamente differenti. Come risultato, molti fan della serie furono sconvolti da Ultima VIII, nonostante le sue numerose ed interessati caratteristiche.
Il motore di Ultima VIII fu riutilizzato più tardi nella serie di videogiochi Crusader.

## Trama
Ultima VIII inizia esattamente dove finisce Ultima VII: il Guardian ha afferrato l'Avatar dal Vuoto, e lo getta nel mare del mondo di Pagan attraverso un portale a forma di pentagramma. Nell'introduzione, il Guardian rivela i suoi piani:
(Le parole del Guardiano)
L'Avatar riprende conoscenza su una spiaggia, dopo essere stato tratto in salvo del pescatore Devon. Sarà presto testimone dell'esecuzione capitale di un cittadino per decapitazione, ordinata dalla tiranna del posto, Lady Mordea.
Più tardi, visitando il mago Mythran, viene a conoscenza del fatto che esistono quattro Titani su Pagan, ognuno domina su uno dei quattro elementi: Acqua (Hydros), Aria (Stratos), Fuoco (Pyros) e Terra (Lithos). I seguaci più privilegiati di Lithos sono identificati come Necromanti, i seguaci di Pyros come Stregoni, i seguaci di Stratos come Teurgi mentre sono selezionati per via ereditaria i seguaci di Hydros, che vengono chiamati Tempest. Oltre a questi, esiste un quinto tipo di magia, chiamato Taumaturgia, fondato da Mythran. Per riuscire a fuggire da Pagan, l'Avatar dovrà superare molti ostacoli e unirsi ai seguaci di ogni titano, diventando infine il Titano dell'Etere: padrone del quinto elemento.
Durante le sue avventure, l'Avatar raccoglie degli artefatti sottraendoli ai Titani. Questi artefatti gli permetteranno di entrare nel Piano Etereo e fronteggiarli per assorbire i loro poteri così da ricostruire il portale di blackrock che originariamente il Guardiano usò per arrivare a Pagan. Entrando nel portale così ricostruito, l'Avatar è riportato indietro a Britannia, che nel frattempo è stata invasa dal Guardiano.

## Curiosità
Ci sono molti Easter Eggs in Ultima VIII:
- A casa di Mythran, c'è un oggetto magico che muta la sua forma continuamente da cubo a sfera a tetraedro. Questo oggetto è uno sfottò della Origin Systems al suo recente nuovo padrone, la Electronic Arts, simile a quello già presente in Ultima VII. Facendo doppio click su questo oggetto, l'Avatar dice: "Non ho la forza, né la conoscenza per gestire così tanto potere... ma un giorno potrò!".
- Eseguendo un certo rituale nell'area delle Catacombe Basse, è possibile accedere a una stanza in cui sono contenute tutte le armi e armature magiche del gioco.
- Nel Piano Etereo vicino al grande pentagramma, se viene causata un'esplosione da una spell o qualcosa di simile, verrà rivelato un libro celato dietro uno dei pilastri. Il libro contiene una breve storia, la cui ultima riga suona più o meno così: "Mangia formaggio e traspira!". Il libro è conosciuto come "Cheesy Book" dai fan del gioco. Fu scritto dal programmatore Jason "Jely"  Ely come test per il codice della grafica dei libri. Fu lasciato per scherzo nel Piano Etereo da Richard Garriott e John Watson.
- In molti posti è possibile trovare "Eye of the Boulder, the Runes of the Myth Drainer". Che è un riferimento ironico al famoso Eye of the Beholder III: Assault on Myth Drannor. Il libro descrive di come un mago trovi un artefatto che fa indebolire la memoria, affievolire la risoluzione della vista, e fa cadere le orecchie. Il mago lascia la propria torre "staggering forward at a gruelling pace, one step at a time". Conclude, "Non ho visto nientemeno che l'Ultimo, ma ne ho ricevuto soltanto un pallido riflesso", che è un riferimento a quanto Ultima Underworld fosse tecnicamente molto più avanzata del rivale.
- Nell'installazione originale di Ultima VIII, se l'archivio contenente i dati viene decompresso manualmente (senza passare per l'installer) appare un file extra che contiene la storia di un pinguino di nome Spot.

## Expansion packs

### Speech Pack
Lo Speech Pack fu pubblicato contemporaneamente all'uscita del gioco. Questo add-on aggiunge i parlati audio al Guardian, i Titani, gli Zelani e Khumash-Gor.
Lo Speech Pack non vendette molto bene come add-on separato, più che altro perché la versione CD-ROM di Ultima VIII, che fu pubblicata poco tempo dopo, includeva i file dei parlati, e la versione floppy fu vista come troppo cara per un add-on che non offriva cambiamenti significativi al gioco. I file del parlato sono comunque inclusi della release denominata Ultima Collection.
Lo speech pack è disponibile in Inglese, Francese e Tedesco.

### The Lost Vale
Questa espansione di Ultima VIII fu pianificata sin dall'inizio, e fu anticipata spesso, ma mai pubblicata; fu cancellata quando il gioco principale non vendette così bene come ci si era aspettato. Nonostante questo si crede, vista la data di cancellazione molto vicina a quella di pubblicazione annunciata precedentemente, che Lost Vale sia stato finito di programmare e poi mai distribuito.
Accenni dai testi del gioco originale suggeriscono che l'espansione avrebbe aggiunto una nuova storia che riguardava la resistenza degli dei Pagani e i fedeli dell'antica religione Pagana, conosciuti come Zelani.
Un'unica scatola di Lost Vale apparve nell'ottobre 2005, e ne fu presto confermata la genuinità. Fu assegnata su Ebay in un'asta per 1923 Dollari..